# Petsamotrafiken

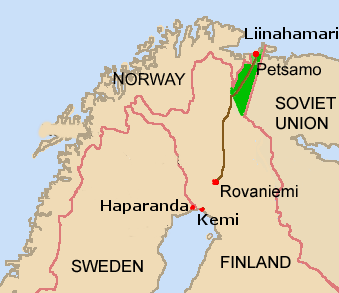
Rutten Rovaniemi-Petsamo

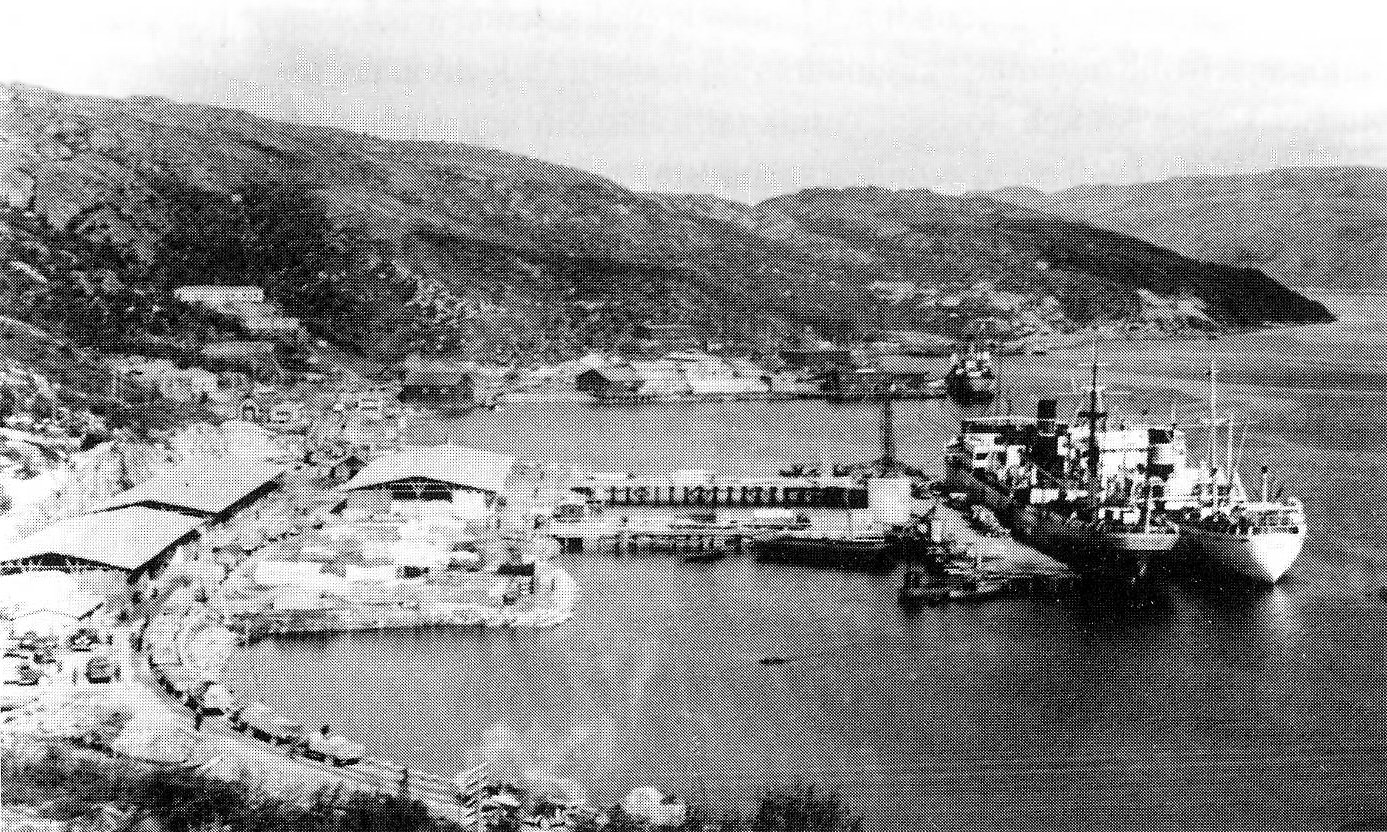
Linhammars hamn 1940

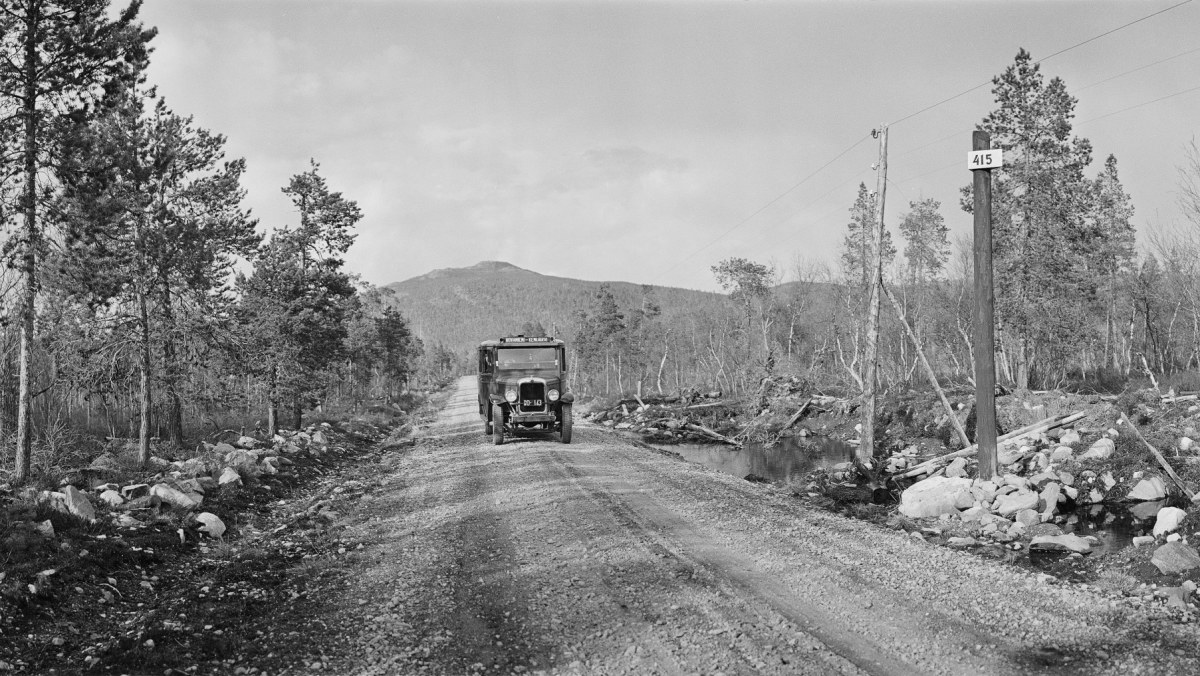
Ishavsvägen på 1930-talet

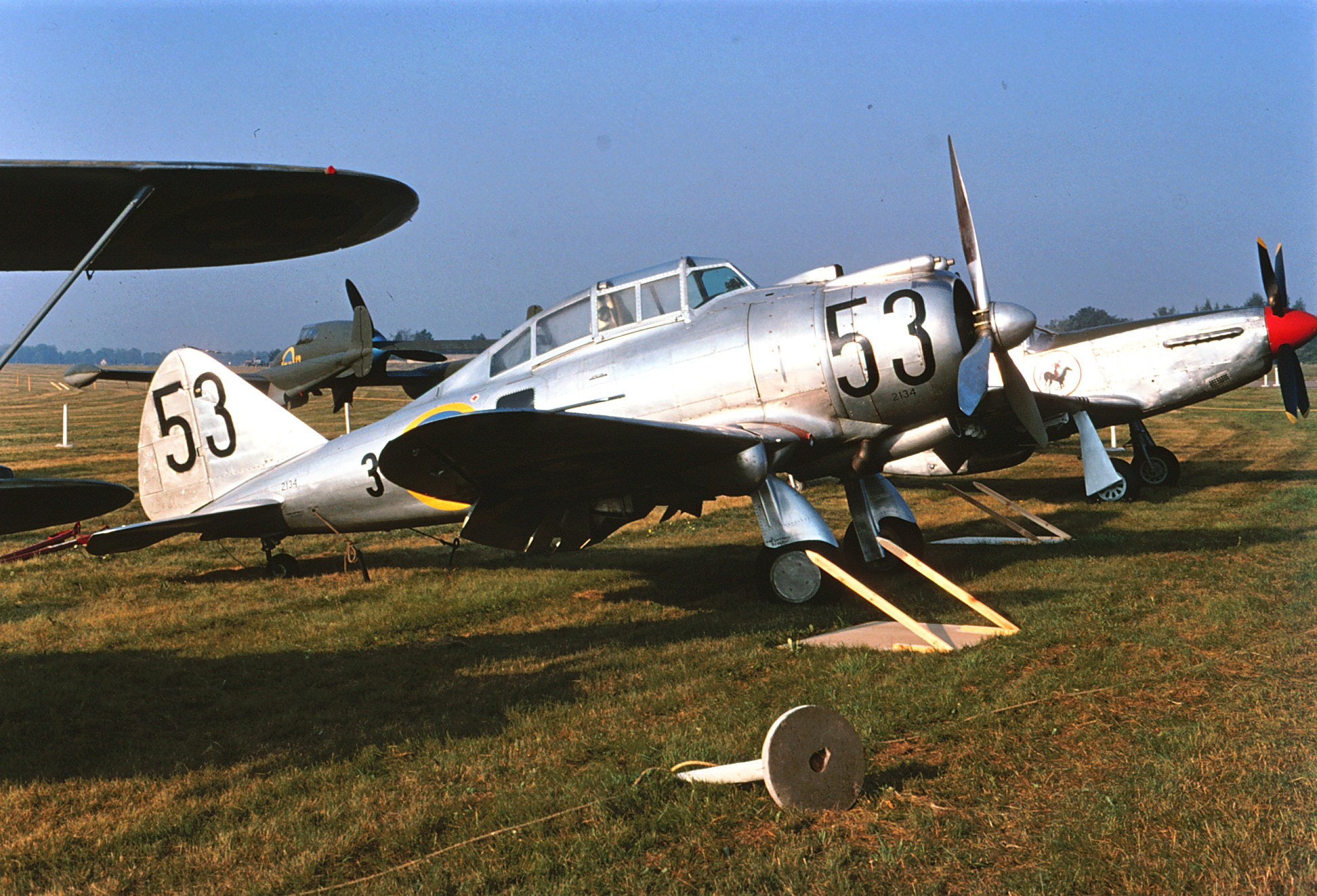
Jaktflygplanet J 9, som importerades inom Petsamotrafiken

Petsamotrafiken kallades de godstransporter som skedde via Ishavsvägen och den isfria finländska hamnen Linhammar norr om Petsamo mellan april 1940 och juni 1941, efter det att under andra världskriget Tyskland genomfört Skagerackspärren. Denna transportväg var efter det tyska angreppet på Norge den 9 april 1940 Finlands och Sveriges enda exportväg västerut, för Sveriges del fram till dess att lejdtrafiken via Göteborg inleddes. Till september 1940 var trafiken ej närmare reglerad av de krigförande. Den stoppades då av Tyskland. Fartygstrafiken krävde därefter såväl Tysklands som Storbritanniens godkännande. Sverige accepterade inte det tyska villkoret att avge en förklaring om att inte handla med Storbritannien, varför den svenska exporten inte kom igång igen. Den finska handeln fortsatte dock.
Trafiken hade på grund av vägarnas och hamnens begränsade kapacitet en liten omfattning. Hamnen byggdes dock ut under perioden, men den enda landsvägen var en smal grusväg från Rovaniemi, med provisoriska broar som ersättning för dem som förstörts under vinterkriget. Den av Sverige organiserade trafiken inleddes i slutet av maj 1940 på initiativ av Flygförvaltningen. Beställningar hade gjorts i USA på flygplan (J 9 och B 6), som var under överskeppning. Trafiken inleddes utan något avtal med Finland. Ett avtal från slutet av juni 1940 gav Sverige 25 procent av importkapaciteten och 15 procent av exportkapaciteten.. Trafiken till och från Sverige gick med lastbil från och till Haparanda (650 km), och svarade för export av pappersmassa och import av bensin, oljor, kaffe, koppar och vete. Som mest transporterades till och från Sverige 1 000 ton per dygn, och som mest var 400 lastbilar och 600 förare engagerade.
Den finländska handeln gick till Rovaniemi - en sträcka på 550 kilometer, och upp till 1 600 lastbilar var engagerade. Den finska importen bestod huvudsakligen av mat, men även av flygplan, bilar, metaller, oljor med mera, medan exporten bestod av trävaror. Totalt anlöpte över 200 fartyg, och 340 000 ton varor importerades och 180 000 ton exporterades. Under sommaren 1940 förekom även viss persontrafik med flyktingar från Europa, bland annat avgick ett amerikanskt passagerarfartyg med 900 ombord i augusti 1940.
Från september 1940 användes rutten även för tyska transiteringar av militär personal och förnödenheter mellan det ockuperade Finnmark fylke och Tyskland. Trafiken stoppades av britterna den 14 juni 1941, eftersom det inför Tysklands angrepp på Sovjetunionen (Operation Barbarossa) fanns tysk trupp i norra Finland. De i Finland kvarvarande svenska lastbilarna togs i beslag (kvarstad) av finländarna i samband med fortsättningskrigets utbrott.